# Trematocranus placodon
Trematocranus placodon è una specie di ciclidi haplochromini endemica del Lago Malawi, del Lago Malombe e del corso superiore del fiume Shire in Africa. Predilige acque poco profonde, in particolare aree con macchie di Vallisneria, ma può essere presente fino a 31 m (102 ft) di profondità.  Può raggiungere una lunghezza totale di 25 cm (9,8 in). 
Si nutre principalmente di lumache acquatiche, con una preferenza particolare per Bulinus nyassanus: questo rende la specie benefica per l'uomo, in quanto quella lumaca è un ospite intermedio del parassita bilharzia, che causa la schistosomiasi. È stato suggerito che un aumento della bilharzia nel Lago Malawi sia stato causato dalla pesca eccessiva di questo e di altri ciclidi mangiatori di lumache. Viene catturato principalmente come pesce alimentare, ma anche per il commercio di pesci d'acquario. Sebbene sia gravemente diminuito in alcune regioni, nel complesso rimane diffuso ed è considerato una specie a rischio minimo dalla IUCN.